# Caterino Corner
Caterino Corner (Venezia, 27 ottobre 1624 – Candia, 13 maggio 1669) è stato un militare italiano, condottiero della Serenissima Repubblica di Venezia.

## Biografia

### Giovinezza
Appartenente al ramo dei Corner della Regina, residente a San Cassiano, la famiglia di Caterino è parte di quella ristretta oligarchia veneziana a cui sono tradizionalmente riservate le più alte cariche nel governo della Repubblica. 
Il nonno Girolamo fu cavaliere e procuratore di San Marco (1562-1634), mentre il padre Andrea fu cavaliere, rettore a Verona e a Brescia, capo del "Consiglio dei dieci", provveditore generale in Terraferma e provveditore generale in Candia; fu anche comandante valoroso ma poco amato per la sua alterigia e morì difendendo Retimo dai Turchi nel 1646.

### Carriera militare
Proprio durante la guerra contro i Turchi nel 1645 seguì il padre ed ebbe il suo battesimo del fuoco, mettendo subito in luce il suo valore militare. Durante l'assedio della Canea, nell'estate del 1645, il padre organizzò una rischiosa operazione di soccorso con tre galere e 200 fanti e al comando di una di esse pose il figlio Caterino. Entrato in città, partecipò attivamente alla difesa e venne ferito al volto da un colpo di moschetto. Nonostante questo, si oppose, senza successo, alla resa a cui fu costretto il rettore Navagero dopo la rivolta della popolazione cittadina. Si distinse come sopracomito nella battaglia di Milo e ritornò a Venezia dopo la morte del padre.
Dopo alcuni incarichi minori, nel 1658 divenne podestà di Verona.
Verso la fine dell'aprile 1668 fu nominato provveditore generale da Mar e Francesco Morosini, capitano generale, lo destinò alla difesa di Candia. Corner vi giunse il 20 giugno, il giorno dopo la morte di Nani, provveditore generale dell'isola, e dovette assumere il comando di tutte le difese cittadine. La situazione nella città assediata era disperata: i rifornimenti venivano bloccati totalmente dai turchi e le poche scorte si esaurivano rapidamente, i soldati erano stanchi e lo scoraggiati e vi era un gran numero di morti, di feriti, di disertori. Per due mesi il Corner inviò al Senato veneziano rapporti con cui chiedeva insistentemente l'invio urgente di rinforzi, fino a che, verso metà di agosto, a Candia arrivò lo stesso Capitano generale da Mar con la flotta.
Morì nel 1669 a Candia ucciso da una bomba.

### Monumento funebre

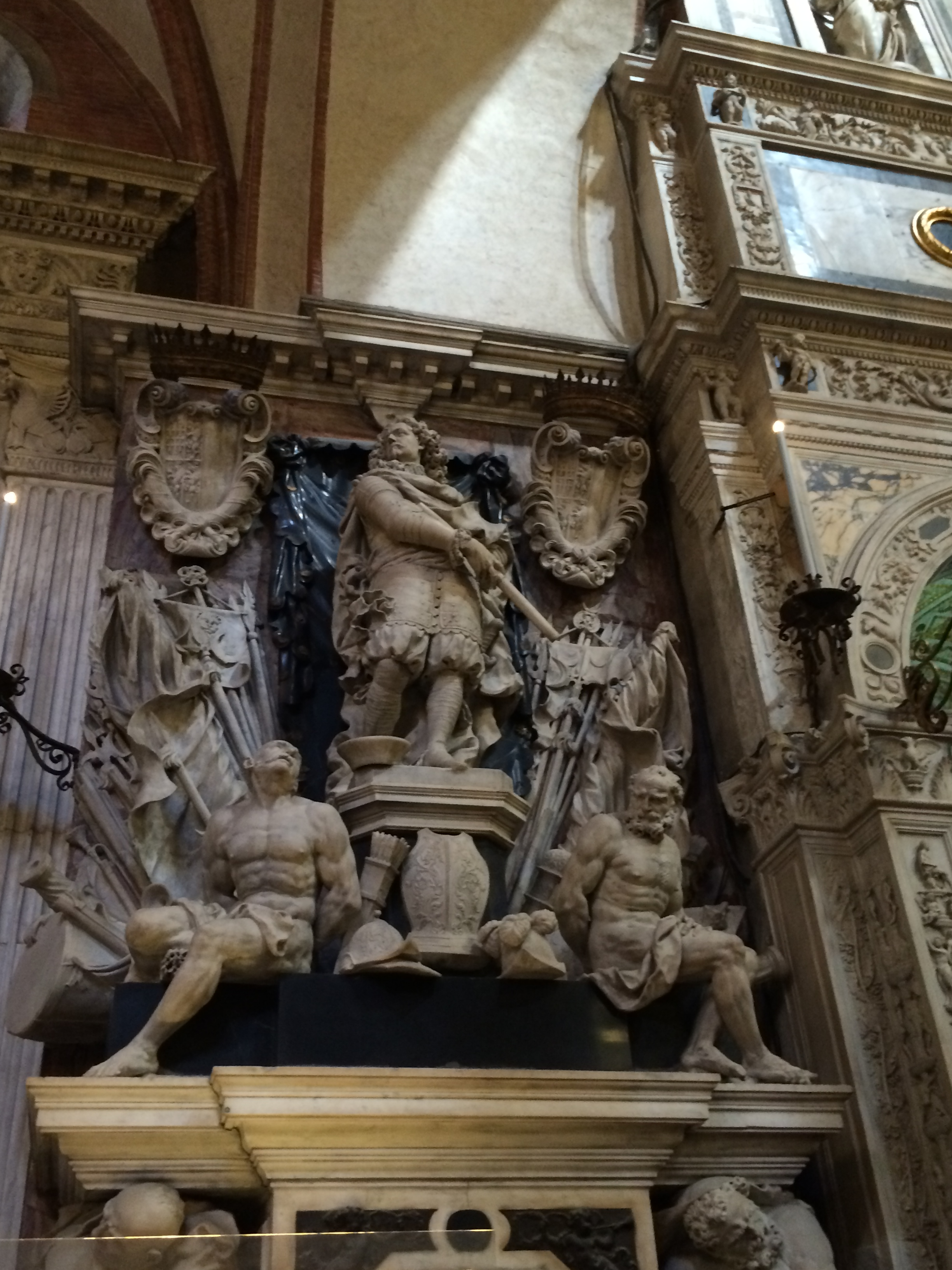
Monumento a Caterino Corner, Basilica di Sant'Antonio, Padova

Il monumento funebre si trova nella Basilica di Sant'Antonio a Padova. Si tratta di un'opera dello scultore belga Giusto Le Court, in pieno e sontuoso stile barocco: due giganteschi schiavi reggono sul dorso la base, su cui si vede il generale col bastone del comando in mano, che si trova tra le statue di due prigionieri incatenati ed ha alle sue spalle un nugolo di vessilli, mazze, corazze, armi da taglio e da fuoco. La targa con l'epigrafe è contornata da una ghirlanda e da quattro putti in bronzo.